# Astrid Elburg

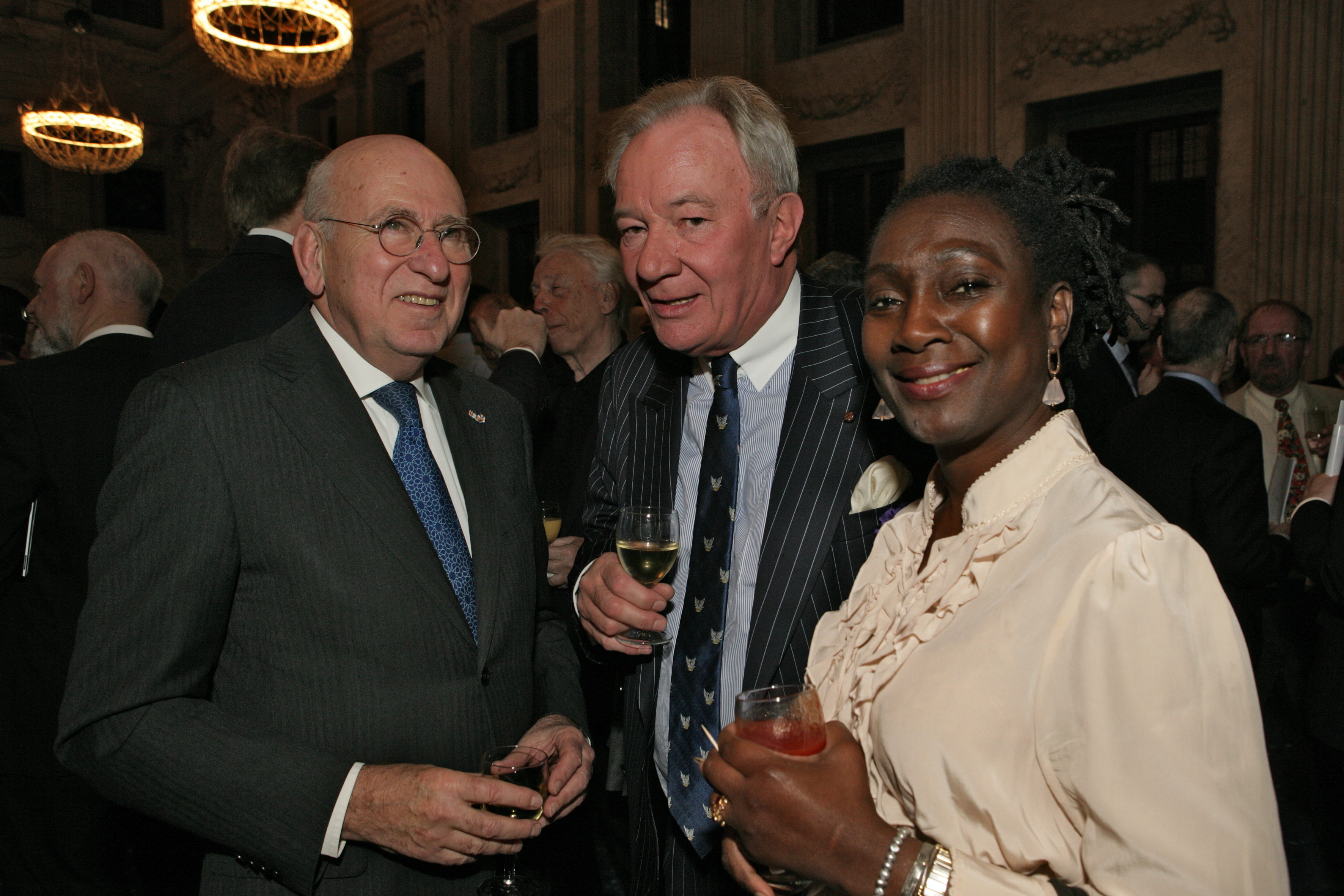
Astrid Elburg (2015)

Astrid Elburg (Paramaribo, 14 juni 1958) is een Nederlands bestuurder van Surinaamse komaf.
Ze kreeg haar middelbare schoolopleiding aan de hoger algemeen voortgezet onderwijs (Havo) aan de Graaf van Zinzendorfschool in haar geboorteplaats (1970-1975). Het jaar daarop verhuisde ze lichtjes onder protest naar Nederland, haar vader bleef in Suriname, moeder en haar boers en zussen waren al eerder naar Nederland vertrokken. Het gebroken gezin kwam in het arme deel van Groningen te wonen. Tussen 1981 en 1985 volgende ze een opleiding tot medisch analist in die stad en werkte dan ook een jaar als analist bij het plaatselijk streeklaboratorium. Na dat jaar meldde ze zich weer in Amsterdam en werd assistent van wethouder Piet Jonker (bekend van de Stadspas). Ze werkte ook voor het meldpunt racisme en discriminatie van de Gemeente Amsterdam. Beide functies bevielen haar niet. Ze begon aan cursussen in allerlei richtingen in bijvoorbeeld coaching, kunstgeschiedenis en besturen. In 2002 begon ze eigen organisatiebureau (Elburg Consultancy).
Ze raakte in die jaren bevriend met presentatrice Angela Groothuizen; ze beklaagde zich er over dat er maar weinig mensen van kleur te zien waren in Wie is de Mol?. Die pareerde met dat ze zelf dan maar mee moest doen in wat later bleek het laatste seizoen te zijn zonder bekende Nederlanders (seizoen 4 in 2003). Ze had zich als PR-adviseur ingeschreven. Ze deed ongeveer tot halverwege mee en kon met het verdiende geld (deels) het leergeld betalen.
Ze was gastdocent aan Radboud Universiteit, Nyenrode Business Universiteit, de Universiteit van Amsterdam en de Vrije Universiteit Amsterdam, maar gaf ook weerbaarheidstrainingen bij politie, Hogeschool van Amsterdam etc. Ze had in de jaren negentig een galerie. Ze zat in de raad van toezicht van NEMO Science Museum (2017-2019), Rijksmuseum Muiderslot (vanaf 2019), Vrienden van het Stadsarchief Amsterdam, RTV Noord-Holland, Stichting IN Gebaren en de raad van advies van de Veerstichting en het Van Gogh Museum. Ze werkte eerder ook voor onder andere de VPRO en Het Nationale Ballet.
In 2024 werd ze door kabinet-Rutte IV benoemd tot voorzitter van het Herdenkingscomité Slavernijverleden (in oprichting). Dat comité moet vanaf 2027 het Nationaal instituut Nederlands slavernijverleden en erfenis (NinSee) opvolgen als organisator achter bijvoorbeeld de herdenkingen in het Amsterdamse Oosterpark, Keti Koti etc. Het comité heeft tevens als taak onderzoek naar het slavernijverleden te stimuleren en het meer onder de aandacht te brengen in de maatschappij. Ze werd naar eigen zeggen zelf gebeld voor die functie door ministerie van Binnenlandse Zaken en Koninkrijksrelaties, die op haar attent was gemaakt door adviserende personen.
In 2024 woont Elburg in Amsterdam-Zuid en heeft twee dochters. Ze omschrijft zichzelf als activistisch en rebels. Ze is auteur van het managementboek Gunnen, de kracht van vernieuwend leiderschap.
- Nederlandse Thesaurus van Auteursnamen: 354952021
- Virtual International Authority File: 305803765